# John E. Morgan
John Edward Morgan (1977) is een Engelse golf (sport) die wisselend op de Challenge Tour en de Europese Tour speelde van 2002 t/m 2011. Daarbij won hij in 2002 een toernooi op de Challenge Tour.
Morgan groeide op in Portishead bij Bristol. Hij werd in 2002 professional en won in juli het Charles Church Challenge Tour Championship op de Bowood Golf & Country Club vlak bij zijn huis. Een week later werd hij 2de bij de Galeria Kaufhof Pokal Challenge in Duitsland waardoor hij voldoende had verdiend om op de 8ste plaats van de Order of Merit te eindigen en naar de Europese Tour te promoveren.
Hij ging dat najaar naar de Tourschool van de Amerikaanse Tour en behaalde tot ieders verbazing zijn Tourkaart. Hij was na Richard Coughlan de tweede speler die in zijn rookieseizoen speelrecht kreeg op beide tours. In 2003 werd hij staflid van NIKE. Hij verloor eind 2003 zijn speelrechten en speelde weer op de Challenge Tour totdat hij weer naar de Europese Tour van 2009 promoveerde. Eind 2009 moest hij weer terug naar de Tourschool. In 2010 speelde hij nog maar twee toernooien en in 2011 zeven.

## Gewonnen
Challenge Tour
- 2002: Charles Church Challenge Tour Championship